# Настасьино (Смоленская область)
Настасьино — деревня в Сычёвском районе Смоленской области России. Входит в состав Никольского сельского поселения. Население — 4 жителя (2007 год). 
Расположена в северо-восточной части области в 5 км к северо-востоку от Сычёвки, в 3 км восточнее автодороги Р134 «Старая Смоленская дорога» Смоленск — Дорогобуж — Вязьма — Зубцов, на берегу реки Вазуза. В 6 км юго-западнее деревни расположена железнодорожная станция Сычёвка на линии Вязьма — Ржев.

## История
В 1580 году в битве при Настасьино было разбито польско-литовское войско во главе с Филоном Кмитой-Чернобыльским.
В годы Великой Отечественной войны деревня была оккупирована гитлеровскими войсками в октябре 1941 года, освобождена в марте 1943 года.